# Caccobius imitans
Caccobius imitans là một loài bọ cánh cứng trong họ Bọ hung (Scarabaeidae).